# Villatobas (kommunhuvudort)
Villatobas är en kommunhuvudort i Spanien.   Den ligger i provinsen Toledo och regionen Kastilien-La Mancha, i den centrala delen av landet, 70 km sydost om huvudstaden Madrid. Villatobas ligger 736 meter över havet och antalet invånare är 2 356.
Terrängen runt Villatobas är platt. Runt Villatobas är det glesbefolkat, med 14 invånare per kvadratkilometer. Närmaste större samhälle är Ocaña, 16,1 km väster om Villatobas. Trakten runt Villatobas består till största delen av jordbruksmark.